# Al-Muhasan
Al-Muhasan (tiếng Ả Rập: موحسن, cũng đánh vần al-Mohassan hoặc Almu Hasan) là một thị trấn ở miền đông Syria, một phần hành chính của Tỉnh Deir ez-Zor, nằm dọc theo sông Euphrates, phía nam Deir ez-Zor và 120 km về phía tây biên giới với Iraq. Theo Cục Thống kê Trung ương Syria, Muhasan có dân số 9.501 người trong cuộc điều tra dân số năm 2004.

Al-Muhasan là trung tâm hành chính của Nahiya Muhasan của quận Deir ez-Zor.

Đầu những năm 1950, Đảng Cộng sản Syria bắt đầu giành được sự ủng hộ ở một số thị trấn Hồi giáo Ả Rập và Sunni ở nước này, bao gồm cả Muhasan, được biết đến với tên địa phương là "Little Moscow", liên quan đến thủ đô của Liên Xô cũ. Vào mùa hè năm 1953, các bộ lạc nông dân của bộ lạc al-Aqaydat đã khởi xướng cuộc kháng chiến chống lại sự xâm lấn của một gia tộc trọng thương mạnh mẽ trong khu vực chuyên buôn bán ngũ cốc, cho vay tiền và bơm xăng và có một người làm Bộ trưởng Nông nghiệp. Dưới sự hướng dẫn của giáo viên cộng sản ở Deir ez-Zor và nhà hoạt động cộng sản địa phương từ trường tiểu học của thị trấn, các musha nông dân ("canh tác tập thể") chủ đất hình thành một công ty đại chúng và mua hai máy bơm xăng và hai máy kéo bằng nguồn vốn huy động trong nước, qua đó kết thúc của họ phụ thuộc vào gia tộc giàu có.